# Distretto di Piscoyacu
Il distretto di Piscoyacu è uno dei sei distretti  della provincia di Huallaga, in Perù. Si trova nella regione di San Martín e si estende su una superficie di 184,87 chilometri quadrati.

Istituito il 14 giugno 1940, ha per capitale la città di Piscoyacu; al censimento 2005 contava 3.688 abitanti.